# E. L. Katz
Evan Louis Katz (nascut el 7 de gener de 1981)és un director, productor i guionista de cinema nord-americà. És conegut sobretot pel seu debut com a director Jocs bruts (2013). El 2014, va dirigir el primer segment de la pel·lícula d'antologia de terror ABCs of Death 2. És el germà del productor Peter Katz.

## Filmografia

### Cinema
| Any  | Títol                   | Director | Guionista | Productor | Notes                      |
| ---- | ----------------------- | -------- | --------- | --------- | -------------------------- |
| 2005 | Mortuary                | No       | No        | Sí        |                            |
| 2007 | Home Sick               | No       | Sí        | Sí        |                            |
| 2007 | Pop Skull               | No       | Sí        | Sí        |                            |
| 2008 | Autopsy                 | No       | Sí        | No        |                            |
| 2011 | What Fun We Were Having | No       | Sí        | No        |                            |
| 2013 | Jocs bruts              | Sí       | No        | No        |                            |
| 2014 | ABCs of Death 2         | Sí       | No        | No        | Segment "A is for Amateur" |
| 2017 | Small Crimes            | Sí       | Sí        | No        |                            |
| 2024 | Azrael                  | Sí       | No        | No        | [ 4 ]                      |

Productor associat
- A Horrible Way to Die (2010)

Co-productor
- The Aggression Scale (2012)

Actor
| Any  | Títol     | Paper  |
| ---- | --------- | ------ |
| 2007 | Home Sick | Caixer |
| 2007 | Pop Skull | Eddie  |

### Televisió
Guionista
| Any  | Títol           | Notes              |
| ---- | --------------- | ------------------ |
| 2016 | Hap and Leonard | Episodi "The Dive" |

Director
| Any  | Títol                        | Notes                             |
| ---- | ---------------------------- | --------------------------------- |
| 2018 | Channel Zero: The Dream Door | 6 episodis                        |
| 2019 | Swamp Thing                  | Episodi “The Long Walk Home”      |
| 2020 | The Haunting of Bly Manor    | Episodi "The Beast in the Jungle" |